# La corsa nei sacchi
La course en sacs (La corsa nei sacchi) è un cortometraggio muto del 1895 diretto dai fratelli Lumière.

## Trama
La scena mostra una gara mediante dei sacchi.
Durante la corsa molti dei gareggianti cadono suscitando l'ilarità del pubblico; alla fine viene proclamato il vincitore e tutti quanti se ne vanno.